# Esta noche, gran velada
Esta noche, gran velada: Kid Peña contra Alarcón por el título europeoes una obra de teatro  de Fermín Cabal, estrenada en 1983.

## Argumento
La obra se desarrolla en el mundo del boxeo. "Kid" es un boxeador que va a competir por ganar el título europeo contra el "Potro" Alarcón, pero mientras espera para entrar a pelear recibe una carta de su novia, aspirante a artista anunciándole que le abandona por su representante. Esto provoca desespera a "Kid", quien se niega a salir a pelear. Don Ángel —el corrupto mánager de Kid— le obliga a salir llegando a amenazarlo, ya que ha amañado las apuestas del combate. Finalmente será la novia de Ángel quien le conveza para pelear y que no deje el boxeo y regrese a su pueblo. Al final "Kid" sale al ring y vence, pero tras el combate muere al salir a la calle.

## Estreno
- Teatro Martín, Madrid, 23 de septiembre de 1983.
  - Dirección: Manuel Collado.
  - Escenografía: Ramón Sánchez Prats.
  - Intérpretes: Santiago Ramos, Jesús Puente, Licia Calderón, Jesus Bonilla, Miguel de Grandy, Enrique Fernández.

### Televisión
- 18 de septiembre de 1986, en el espacio La comedia dramática española, de TVE. Intérpretes: Santiago Ramos, Jesus Puente, Licia Calderón, Miguel de Grandy, Jesus Bonilla.